# Vrbina obecná
Vrbina obecná (Lysimachia vulgaris) je žlutě kvetoucí vlhkomilná bylina dosahující výšky okolo 0,5 až 1 m, druh mnohočetného rodu vrbina.

## Rozšíření
Vyskytuje se v mírném podnebném pásu Eurasie, na západě od Pyrenejského poloostrova a Britských ostrovů až po ruský Dálný východ, Čínu a Japonsko. Mimo to vyrůstá v severní Africe a také v Severní Americe a na Novém Zélandu, kam byla zavlečena.
Roste nejčastěji v přirozeně vlhkých místech, na březích vodních toků a nádrží, zamokřených loukách, v lužních lesích a dalším místech s vysokou hladinou spodní vody, případně i přímo ve stojaté vodě. Vyhovují ji stanoviště s lehkými písčitými i těžkými jílovitými půdami u kterých na pH v podstatě příliš nezáleží, stejně jako na míře oslunění. Ovšem na plném slunci mívá podstatně větší a vybarvenější květy.
V České republice se vrbina obecná nachází místně od nížin až do podhůří, hlavní těžiště výskytu je v mezofytiku, v některých teplejších oblastech Moravy a v Českém krasu ale zcela chybí. Je diagnostickým druhem vlhkých olšin ve svazu Alno-Ulmion nebo vlhkých vysokostébelných niv ve svazu Veronico longifoliae-Lysimachion vulgaris.

## Popis
Vytrvalá rostlina která podle místních podmínek vyrůstá do výše 50 až 120 cm (výjimečně). Má přímý oddenek se svazčitými kořeny a narůžovělými dlouhými vodorovnými výběžky s obnovovacími pupeny (hemikryptofyt). Z oddenku vyrůstá zelená až světlavě hnědá, zaobleně šestihranná, přímá, pýřitá až nahoře větvená lodyha. Je porostlá protistojnými nebo v troj či vzácněji ve čtyřčetných přeslenech vyrůstajícími listy s řapíkem dlouhým 1 až 6 mm. Jejich tmavě zelené celokrajné čepele o délce 7 až 12 cm a šířce 1,5 až 4 cm jsou tvaru eliptického, nebo vejčitě eliptického až kopinatého, na okraji jsou podvinuté, u baze tupé nebo klínovité a u vrcholu většinou špičaté, na rubu jsou žláznatě pýřité. Čárkovité, velmi tenké listeny mají po okrajích úzký oranžový lem.
Pětičetné, široce zvonkovité květy mající v průměru 1,5 až 2 cm jsou sestaveny do konečné bohaté laty jejíž spodní větvičky vyrůstají z paždí listů a horní z paždí listenů. Vejčité nebo kopinaté kališní lístky, 3,5 až 6 × 1 až 1,5 mm, mívají někdy červenavý lem. Kolovitá koruna má zlatožluté lístky dlouhé 8 až 12 mm, mají v krátké trubce červenavý nádech a jsou na koncích ostré. nitky pěti tyčinek, kratších než koruna, jsou vespod rozšířeny a částečně spolu srostlé do kroužku; téměř zakrývají vejčitý semeník s čnělku dlouhou od 4 do 5 mm. Vykvétají v červenci a srpnu, opylovány jsou létajícím hmyzem (nemají nektar ale hodně pylu) nebo dochází k samoopylení.
Plody jsou kulovité mnohosemenné tobolky rostoucí na vzpřímených plodních stopkách. Tobolky o velikosti 3,5 až 5 mm jsou lysé a otvírají se pěti chlopněmi, semena mají bradavičnatý povrch. Vrbina obecná, které není v České republice ohrožena ani chráněna, se přirozeně rozmnožuje semeny nebo oddenky.

## Galerie

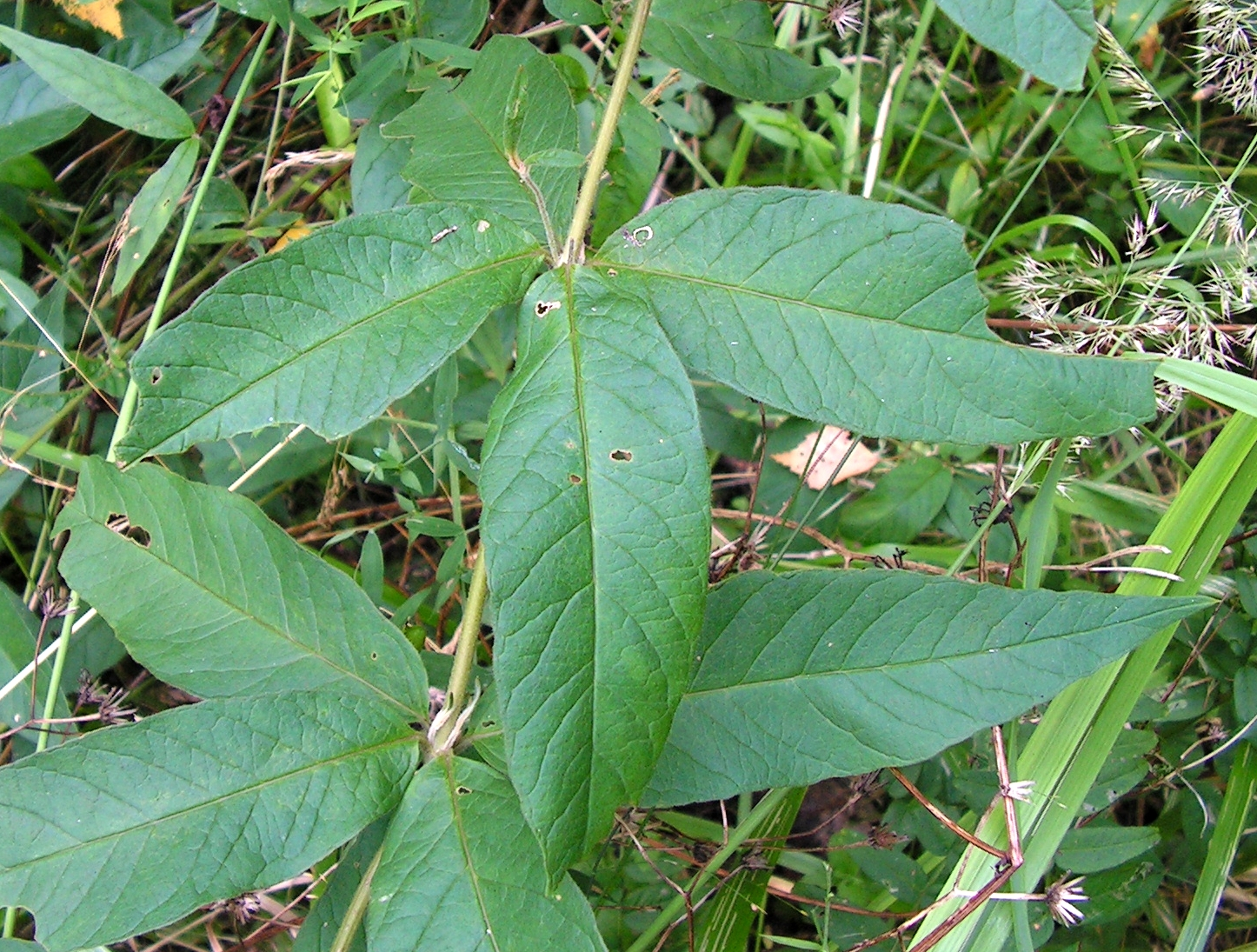
Listy
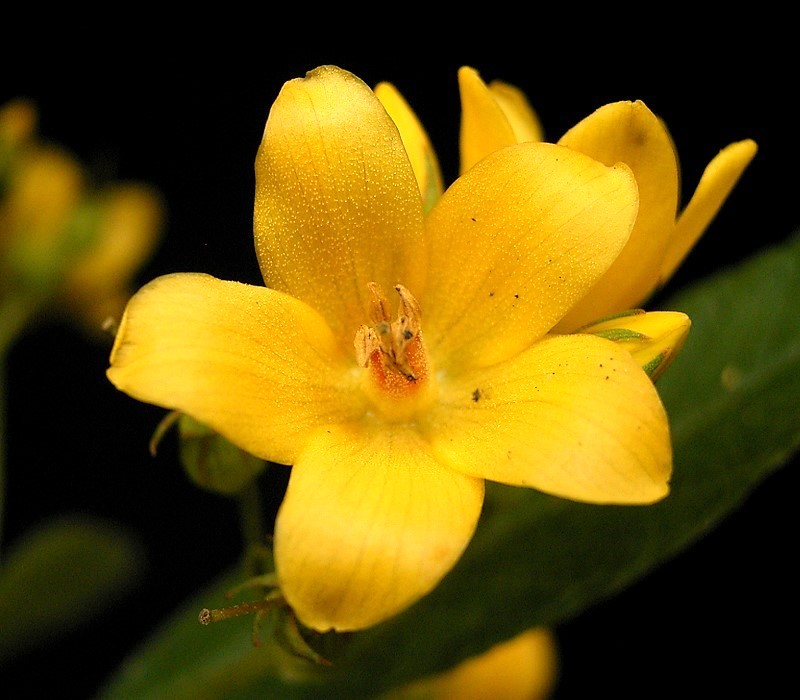
Květ
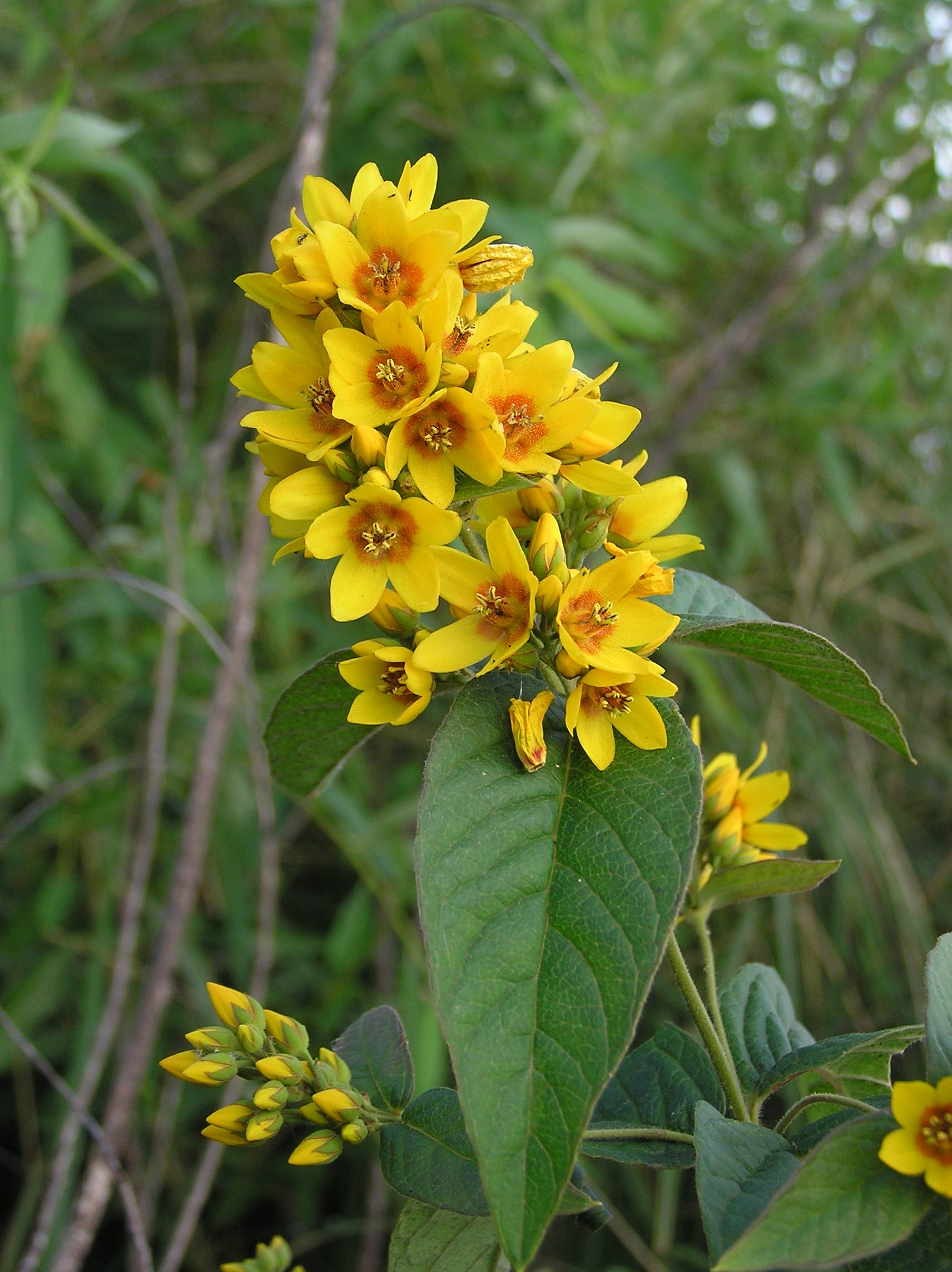
Květenství
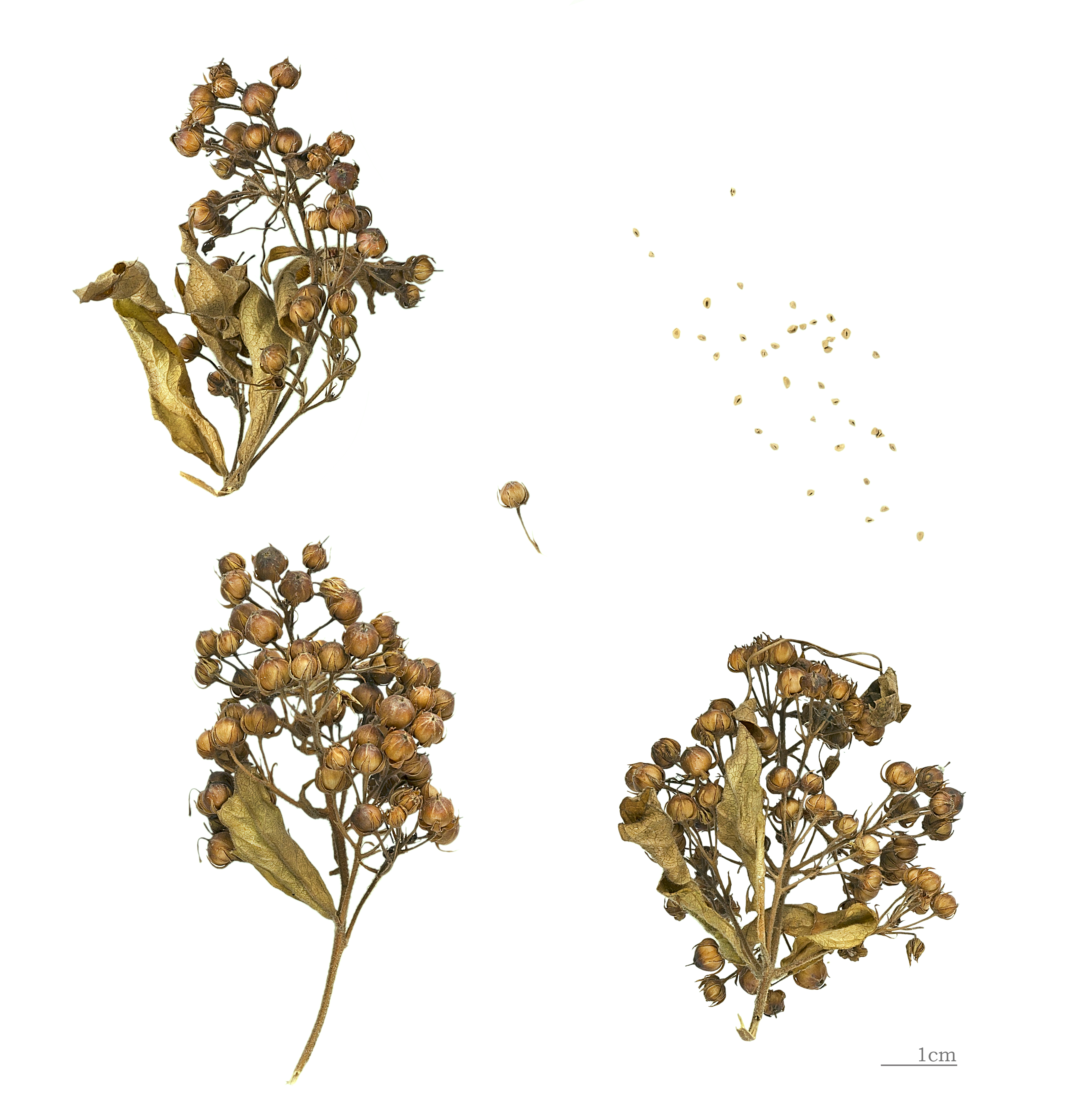
Lysimachia vulgaris